# Linards Tauns
Linard Tauns, pseudonimo di Arnold Mikus Bērzs-Bērziņš (Ragacimens, 13 ottobre 1922 – New York, 30 luglio 1963), è stato uno scrittore lettone.
Nel 1950 si trasferì negli USA, fondò il gruppo letterario Cucina dell'inferno. La sua opera più celebre è Nozze con la città (1964), in collaborazione con Gunārs Saliņš.